# Thống nhất Trung Mỹ

Bản đồ các quốc gia từng thuộc Cộng hòa Liên bang Trung Mỹ.

Thống nhất Trung Mỹ, đôi khi được gọi là Chủ nghĩa dân tộc Trung Mỹ (tiếng Anh: Central Americanism), là liên hiệp chính trị được đề xuất gồm các quốc gia Trung Mỹ (Costa Rica, El Salvador, Guatemala, Honduras và Nicaragua). Liên hiệp này đã từng tồn tại trong thời kỳ Cộng hòa Liên bang Trung Mỹ. Nó khác với Hệ thống Hội nhập Trung Mỹ, vốn là một sáng kiến ngoại giao tương tự như Liên minh châu Âu.
Hiện tại, tổ chức dân sự Movimiento Ciudadano para la Integración Centroamericana (Phong trào Công dân vì Hội nhập Trung Mỹ) được thành lập vào năm 2014, đang tích cực hoạt động vì sự thống nhất Trung Mỹ. Tổ chức có các chi nhánh ở El Salvador, Guatemala, Honduras (ngoài một số chi nhánh địa phương), Nicaragua và ở Cộng đồng người Trung Mỹ ở các nước ngoài khu vực (Úc, Ý, Tây Ban Nha và Hoa Kỳ). Tổ chức không có chi nhánh ở Costa Rica.
Chính trị gia đầu tiên đưa ra đề xuất này là Tướng Augusto César Sandino từ Nicaragua. Trong khi đó, Tổng thống El Salvador Nayib Bukele là nhân vật chính trị đầu tiên trong thời hiện đại đề xuất thống nhất Trung Mỹ, bao gồm cả Panama.

## Lịch sử
Nỗ lực khôi phục Cộng hòa Liên bang Trung Mỹ đã tồn tại kể từ khi nó bị giải thể. Một trong những trường hợp được biết đến nhiều nhất là khi Tổng thống tự do Guatemala Justo Rufino Barrios, với sự hỗ trợ của Honduras và Hoa Kỳ, cố gắng tái lập Liên bang Trung Mỹ trong Chiến tranh thống nhất Barrios. Nhưng nỗ lực đã kết thúc khi ông chết trong trận Chalchuapa.
Trong suốt thế kỷ 20, các lực lượng cánh tả là các nhóm chủ yếu đề xuất thống nhất Trung Mỹ thành một đơn vị chính trị duy nhất. Năm 1925, Đảng Xã hội Trung Mỹ được Farabundo Martí và những người El Salvador lưu vong khác thành lập tại Guatemala, và sau đó cũng hoạt động với tư cách là Đảng Cộng sản Trung Mỹ. Vào những năm 1970, Đảng Cách mạng Công nhân Trung Mỹ nổi bật lên với hoạt động đặc biệt tích cực ở El Salvador và Honduras.
Ngày 12 tháng 9 năm 1946, tại Santa Ana, El Salvador đã diễn ra cuộc gặp của các nguyên thủ quốc gia lễ ký kết Hiệp định Santa Ana giữa El Salvador và Guatemala. Hai nước đã đồng ý nghiên cứu các điều kiện cho phép thống nhất chính trị Trung Mỹ thông qua một Ủy ban gồm ba người được chỉ định bởi mỗi chính phủ đã đăng ký thỏa thuận. Thỏa thuận được để ngỏ cho Costa Rica, Honduras và Nicaragua cùng tham gia. El Salvador đã phê chuẩn hiệp định vào ngày 19 tháng 11.
Một số đảng vẫn tích cực đề xuất thống nhất Trung Mỹ, như Phong trào Chủ nghĩa xã hội Honduras (Movement to Socialism of Honduras), Đảng Xã hội Trung Mỹ mới (Central American Socialist Party) và Đảng Công nhân Costa Rica.
Trong những năm gần đây, Tổng thống El Salvador Nayib Bukele đã đưa ra lời kêu gọi thúc đẩy hội nhập khu vực sâu rộng hơn, và cuối cùng hướng đến một quốc gia Trung Mỹ thống nhất hiện đại.

## So sánh giữa các quốc gia thành viên
| Quốc kỳ     | Quốc huy  | Quốc gia    | Thủ đô        | Diện tích(km2) | Dân số(2019) | GDP (danh nghĩa)(2019) | GDP (PPP)(2017) | GDP (PPP) bình quân đầu người(2019) |
| ----------- | --------- | ----------- | ------------- | -------------- | ------------ | ---------------------- | --------------- | ----------------------------------- |
| Costa Rica  |           | Costa Rica  | San José      | 51,100         | 5,047,561    | $61.774 tỉ             | $83.852 tỉ      | $20,434.4                           |
| El Salvador |           | El Salvador | San Salvador  | 21,041         | 6,453,553    | $27.023 tỉ             | $56.991 tỉ      | $9,139.7                            |
| Guatemala   |           | Guatemala   | TP. Guatemala | 108,889        | 16,604,026   | $76.710 tỉ             | $137.804 tỉ     | $8,995.5                            |
| Honduras    |           | Honduras    | Tegucigalpa   | 112,492        | 9,746,117    | $25.095 tỉ             | $46.198 tỉ      | $5,965.4                            |
| Nicaragua   |           | Nicaragua   | Managua       | 130,375        | 6,545,502    | $12.521 tỉ             | $36.382 tỉ      | $5,631.2                            |
| Tổng cộng   | Tổng cộng | Tổng cộng   | Tổng cộng     | 423,897        | 44,396,759   | $203.123 tỉ            | $361.227 tỉ     | $8,136.3                            |